# Giovanni Battista Pardini
Giovanni Battista Pardini (New York, 21 luglio 1904 – Sestri Levante, 26 maggio 1987) è stato un vescovo cattolico italiano.

## Biografia
Nato a New York nel 1904, figlio di emigranti chiavaresi, entrò adolescente in seminario proprio a Chiavari, dove fu ordinato sacerdote nel 1929. Dal 193 al 1938 fu prevosto nella parrocchia di San Lorenzo a Caranza, frazione di Varese Ligure, dove nel 1934 si impegnò per ingrandire e abbellire la locale chiesa. Il 7 gennaio del 1953 venne nominato vescovo di Jesi. Qui istituì undici nuove parrocchie, realizzò il nuovo grande seminario di via Lorenzo Lotto e varie chiese, promosse opere di carattere sociale, assistenziale e caritative, sollecitò la tutela del patrimonio d’arte della diocesi, il potenziamento e la diffusione della stampa cattolica. Nel 1965 fu nominato amministratore apostolico di Senigallia. Colpito da infarto nel 1968, lasciò la cura diretta della diocesi, che passò in amministrazione apostolica all’arcivescovo di Ancona. Nel 1975 rinunciò alla diocesi e si ritirò nella nativa Chiavari. Morì il 26 maggio del 1987 a Sestri Levante.